# Dibs (песня)
«Dibs» — песня американской кантри-певицы и автора-исполнителя Келси Баллерини, вышедшая 20 июля 2016 года в качестве второго сингла с её дебютного студийного альбома The First Time (2015). Песня достигла позиции № 1 в американском хит-параде Billboard Country Songs. Авторами песни выступили Kelsea Ballerini, Forest Glen Whitehead, Jesse Lee. Песня получила платиновый статус в США.

## История
«Dibs» Сингл дебютировал на 59-м месте в американском радиоэфирном кантри-чарте Billboard Country Airplay в дату с 18 июля 2015 года. Он также дебютировал на 34-м месте в Hot Country Songs в дату с 29 августа и на 47-м месте в Canada Country в дату с 12 сентября 2015 года. Сингл дебютировал на 93-м месте в мультижанровом хит-параде Billboard Hot 100 в дату с 11 ноября 2015 года. 26 февраля 2020 года он достиг 58-го места и оставался в чарте 17 недель. К марту 2017 года в США было продано 457 тыс. копий сингла и позднее он получил золотой и платиновый статусы RIAA. Сингл дебютировал на 96-м месте в Canadian Hot 100 в дату с 2 февраля 2016 года.
«Dibs» достиг первого места в кантри-чарте Billboard Country Airplay в дату с 5 марта 2016 года. Это сделало Баллерини первой сольной кантри-певицей, у которой два первых в карьере сингла становились чарттопперами, впервые после 2001 года, когда австралийская кантри-певица Джейми О’Нил лидировала с дебютными синглами «There Is No Arizona» и «When I Think About Angels».
Песня получила положительные отзывы музыкальных критиков: Taste of Country, Nash Country Weekly, Billboard.

## Музыкальное видео
Режиссёром музыкального видео выступил Kristin Barlowe, а премьера состоялась в октябре 2015.
Премьера лирического видео на «Dibs» состоялась на канале Vevo 17 февраля 2015 года в рамках продвижения её одноименного EP и будущего альбома. Он был переиздан 2 июля 2015 года после того, как песня была выбрана в качестве второго официального сингла с The First Time. Премьера официального музыкального видео состоялась 22 октября 2015 года. Видео, снятое Робертом Чаверсом, состоит из кадров, которые Балерини сняла во время турне по Йорку (в Пенсильвании), Гринвиллу (в Южной Каролине) и Сент-Леонарду (в Мэриленде), выступая перед толпой поклонников, отмечая свой 22-й день рождения и проводя время со своей собакой.

## Чарты
| Чарт (2015-16)                      | Высшая позиция |
| ----------------------------------- | -------------- |
| Канада (Billboard Canadian Hot 100) | 96             |
| Канада (Billboard Country)          | 8              |
| США (Billboard Hot 100)             | 58             |
| США (Billboard Country Airplay)     | 1              |
| США (Billboard Hot Country Songs)   | 7              |

| Чарт (2015)                       | Позиция |
| --------------------------------- | ------- |
| США Country Airplay (Billboard)   | 74      |
| США Hot Country Songs (Billboard) | 74      |

| Чарт (2016)                       | Позиция |
| --------------------------------- | ------- |
| США Country Airplay (Billboard)   | 43      |
| США Hot Country Songs (Billboard) | 58      |

## Сертификации
| Регион | Сертификация | Продажи             |
| --- | ------------ | ------------------- |
| США (RIAA) | Платиновый   | 1,000,000 / 457,000 |
| * Данные о продажах приведены только на основе сертификации. · ^ Данные о тиражах приведены только на основе сертификации. · Данные о продажах + прослушиваниях приведены только на основе сертификации. |              |                     |